# Лесинг (награда за критика)
Вижте пояснителната страница за други значения на Лесинг.
Културната награда „Лесинг“ за критика (на немски: Lessing-Preis für Kritik) се присъжда след 2000 г. на всеки две години от „Академия Лесинг“ във Волфенбютел и „Фондация Брауншвайг“. Аналогично с критическата дейност на Лесинг наградата е отличие не само за академична критика, но и за критическа дейност в по-широк смисъл.
Главната награда възлиза на 10 000 €. Същевременно се присъжда и една поощрителна награда в размер на 5000 €

## Носители на наградата (подбор)
- Александер Клуге (2002)
- Елфриде Йелинек (2004)
- Петер Слотердайк (2008), Дитмар Дат (поощрение)